# Уконг
Уконг — один з 8 мукімів (районів) округи (даера) Тутонг, у центрі Брунею.

## Райони
- Кампонг Уконг
- Кампонг Пенгкалан Ран
- Кампонг Пенгкалан Донг
- Кампонг Тонг Кундаі
- Кампонг Нонг Анггеh
- Кампонг Сунгаі Даміт Улу
- Кампонг Пітон намбанг
- Кампонг Банг Панган
- Кампонг Пак Мелігаі
- Кампонг Пак Біданг
- Кампонг Букіт
- Кампонг Пенгкалан Панчор
- Кампонг Талат
- Кампонг Мелабоі
- Кампонг Пенгкалан Паданг
- Кампонг Банг Лігі
- Кампонг Літад
- Кампонг Банг Бінгол
- Кампонг Лонг Маян